# Limonium confertum
Espèce
Limonium confertum est une espèce de plantes à fleurs de la famille des Plumbaginaceae endémique de la Tunisie.